# Тарп
Тарп (њем. Tarp) општина је у њемачкој савезној држави Шлезвиг-Холштајн. Једно је од 134 општинска средишта округа Шлезвиг-Фленсбург. Према процјени из 2010. у општини је живјело 5.581 становника. Посједује регионалну шифру (AGS) 1059171.

## Географски и демографски подаци
Тарп се налази у савезној држави Шлезвиг-Холштајн у округу Шлезвиг-Фленсбург. Општина се налази на надморској висини од 24 метра. Површина општине износи 16,4 km². У самом мјесту је, према процјени из 2010. године, живјело 5.581 становника. Просјечна густина становништва износи 341 становника/km².

## Галерија
- Положај општине у округу Шлезвиг-Фленсбург